# هولي ماري كومز
هولى مارى كومز (بالإنجليزية: Holly Marie Combs)‏ ممثلة أمريكية ولدت في 3 ديسمبر 1973 اشتهرت من خلال مسلسل المسحورات.

## روابط إضافية
- هولي ماري كومز على موقع IMDb (الإنجليزية)
- هولي ماري كومز على موقع ميتاكريتيك (الإنجليزية)
- هولي ماري كومز على موقع روتن توميتوز (الإنجليزية)
- هولي ماري كومز على موقع قاعدة بيانات الأفلام العربية
- هولي ماري كومز على موقع ألو سيني (الفرنسية)
- هولي ماري كومز على موقع تيرنر كلاسيك موفيز (الإنجليزية)
- هولي ماري كومز على موقع أول موفي (الإنجليزية)
- هولي ماري كومز على موقع قاعدة بيانات الأفلام السويدية (السويدية)
- هولي ماري كومز على موقع إن إن دي بي (الإنجليزية)
- هولي ماري كومز على موقع قاعدة بيانات الفيلم (الإنجليزية)